# News
News (ニュース, Nyūsu) estilizado como NEWS, é um grupo masculino japonês formado em 2003 por Johnny Kitagawa, como um grupo de nove membros sob a Johnny & Associates. Seu nome é um acrónimo baseado nos pontos cardeais na língua inglesa (North, East, West, South). Em novembro de 2003, o grupo lançou o single promocional "News Nippon", utilizado na Copa do Mundo de Voleibol no Japão. Em 2004, Takahiro Moriuchi deixou o grupo e os oitos integrantes restantes, lançaram seu single de estreia "Kibō: Yell", que atingiu o topo da Oricon Singles Chart, assim como seu álbum de estreia, Touch de 2005, liderou a Oricon Albums Chart.  
Em 2006, o News lançou seu quinto single número um consecutivo, "Sayaendō/Hadashi no Cinderella Boy" como um grupo de seis integrantes, devido à controvérsia em torno dos então membros Hiroki Uchi e Hironori Kusano. Após um breve hiato, o grupo lançou seu sétimo single número um, "Hoshi o Mezashite". No ano seguinte, o News se apresentou no estádio Tokyo Dome pela primeira vez e tornou-se com o lançamento do single "Happy Birthday", o segundo grupo japonês a possuir dez singles consecutivos em primeiro lugar, desde sua estreia.
Em 2011, o News tornou-se um quarteto após as saídas de Ryo Nishikido e Tomohisa Yamashita. Ao longo dos anos seguintes, lançou álbuns e singles que atingiram o topo das paradas da Oricon. Em 2020, o grupo tornou-se um trio após a saída de Yuya Tegoshi.

## História

### 2003–2006: Estreia,Touche saída de integrantes
Formado em setembro de 2003 com nove integrantes, o News lançou um single promocional, intitulado "News Nippon", em novembro do mesmo ano, que foi utilizado como canção tema da Copa do Mundo de Voleibol de 2003, realizado no Japão. Antes de realizar sua primeira apresentação pelo Newsnow Concert: News 'Concert' (NewsnowConcert〜ニュースのコンサート〜), Takahiro Moriuchi deixou o grupo. Mais tarde, em maio de 2004, o News lançou seu single de estreia, "Kibō: Yell", que liderou a Oricon Singles Chart. Seus dois singles seguintes, "Akaku Moyuru Taiyō" (2004) e "Cherish" (2005), também estrearam no topo da mesma parada, assim como o primeiro álbum do grupo, Touch, que vendeu 164.016 cópias em sua primeira semana.
Em julho de 2005, Uchi Hiroki, então menor de idade, foi flagrado bebendo e acabou sendo suspenso indefinidamente tanto do News quanto do Kanjani8, outro grupo do qual fazia parte. Apesar de ter perdido um membro, no mesmo mes o grupo lançou seu quarto single, "Teppen", que como seus predecessores estreou em número um pela parada da Oricon. Em janeiro de 2006, o News foi reduzido para seis membros, quando Hironori Kusano, foi suspenso indefinidamente pelas mesmas acusações que Uchi. Em março, o grupo lançou seu quinto single número um consecutivo, "Sayaendō/Hadashi no Cinderella Boy". Mais tarde, em 1 de maio, após encerrar a sua turnê "News Spring Tour", o grupo entrou em um hiato.
Em 30 de dezembro, foi anunciado que o News realizaria seu retorno através do Johnny's Concert Countdown 2006-2007, como um grupo de seis membros, pois Uchi e Kusano haviam sido rebaixados a trainees.

### 2007–2010:Pacific,ColoreLive
Para marcar o retorno do grupo, o sexteto embarcou em uma turnê e lançou seu sexto single "Hoshi wo Mezashite" em 21 de março de 2007. A canção tornou-se seu sexto single número um e foi utilizado como canção tema da versão japonesa do filme Happy Feet.
Em 7 de novembro, o News lançou simultaneamente seu sétimo single, "Weeeek" e seu segundo álbum de estúdio, Pacific. Ambos os lançamentos chegaram ao topo de suas respectivas paradas com "Weeeek" vendendo 263.000 cópias na primeira semana e Pacific vendendo 196.000 cópias no mesmo período. Isso marcou a décima vez na história da Oricon, em que um artista obteve tanto seu single como álbum no topo das paradas simultaneamente. Para promover Pacific, o grupo realizou uma turnê nacional, a News Concert Tour Pacific 2007-2008, de 15 de dezembro de 2007 a 27 de janeiro de 2008. Como a demanda por ingressos estava alta, mais duas datas foram adicionadas, o que resultou na apresentação do News no Tokyo Dome pela primeira vez.
Em fevereiro de 2008, o News lançou seu oitavo single número um, "Taiyō no Namida", que foi utilizado como canção tema do filme Kurosagi, estrelado por Tomohisa Yamashita. Mais tarde naquele ano, o grupo lançou mais dois singles número um, "Summer Time" e "Happy Birthday", ambos precedendo o lançamento de seu terceiro álbum de estúdio Color em novembro. O lançamento de "Happy Birthday" tornou o News, o segundo grupo a possuir dez singles consecutivos em primeiro lugar desde sua estreia, atrás apenas de seus companheiros de agência, KinKi Kids. Color estreou no topo da Oricon Albums Chart, dando ao News seu terceiro álbum número um consecutivo. Em abril de 2009, o grupo lançou o single, "Koi no ABO", o qual também atingiu a posição de número um, assim como "Sakura Girl", lançado em 31 de março de 2010. Durante apresentação no Live! Live! Live! News Dome Party 2010 realizado no Tokyo Dome, foi anunciado que o News lançaria seu próximo single, "Fighting Man", em 3 de novembro.

### 2011–2013: Saída de integrantes,Newse aniversário de dez anos
Em 7 de outubro de 2011, foi anunciado que Ryo Nishikido e Tomohisa Yamashita haviam deixado o grupo. O comunicado oficial explicou que Nishikido estava saindo devido conflitos de agenda, o qual tornavam difícil para ele ser ativo tanto no News quanto no grupo Kanjani8, dessa forma, ele continuou suas atividades com o Kanjani8. Enquanto Yamashita, estava saindo a fim de se concentrar em projetos solo. O News prossseguiu como um grupo composto por quatro membros.
Em 16 de abril de 2012, uma contagem reressiva no website de Johnny & Associates para o grupo News foi realizada, a mesma foi encerrada em 18 de abril á meia noite, coincidindo com o início da transmissão do programa de rádio K-chan News do membro Keiichiro Koyama. Os convidados especiais de Koyama foram os outros integrantes do grupo. Na mesma data, foi aberta uma votaçao, onde fãs poderiam escolher as suas quatro canções favoritas do grupo. Em 7 de maio, foi anunciado o lançamento de uma coletânea do News para a data de 13 de junho. Intitulado de News Best, o álbum foi lançado em edição regular incluindo um CD extra com as 15 canções votadas pelos fãs, que não foram lançadas como singles e a edição limitada incluiu um CD extra com canções solo inéditas. Em 18 de julho, o News lançou "Chankapana", seu primeiro single como um quarteto, o single vendeu 121.097 em seu primeiro dia de lançamento e assim como seus predecessores, também atingiu o topo da Oricon Singles Chart.
Em 17 de julho de 2013, o grupo lançou seu quinto álbum de estúdio. O álbum auto-intitulado, contou com dezessete faixas, sendo quatro delas canções solo. 
Em comemoração a seu décimo aniversário, o grupo realizou um concerto especial no Tokyo Dome em setembro de 2013, que mais tarde foi lançado em DVD.

### 2014–presente: Outros lançamentos e saída de Tegoshi
Em 25 de fevereiro de 2015, o News lançou White, seu sexto álbum de estúdio. Mais cinco álbuns e onze singles foram lançados pelo grupo desde então, incluindo "Top Gun/Love Story", lançado em 6 de junho de 2019.
Em 19 de junho de 2020, Yuya Tegoshi deixou o grupo. Em 23 de dezembro, o News lançou "Beautiful/Chinchaumakka/Kanariya" seu primeiro single como um trio.

## Integrantes
| Atuais - Keiichiro Koyama – vocais (2003–presente), líder do grupo (2012–presente) - Shigeaki Kato – vocais (2003–presente) - Takahisa Masuda – vocais (2003–presente) | Ex-integrantes - Takahiro Moriuchi – vocais (2003) - Hiroki Uchi – vocais (2003–2005) - Hironori Kusano – vocais (2003–2006) - Ryo Nishikido – vocais (2003–2011) - Tomohisa Yamashita – vocals (2003–2011) - Yuya Tegoshi – vocais (2003–2020) |

## Discografia
Álbuns de estúdio
- Touch (2005)
- Pacific (2007)
- Color (2008)
- Live (2010)
- News (2013)
- White (2015)
- Quartetto (2016)
- Neverland (2017)
- Epcotia (2018)
- Worldista (2019)
- Story (2020)
- Ongaku (2022)
- News Expo (2023)